# 圣埃伦娜-迪米纳斯
圣埃伦娜-迪米纳斯是巴西米纳斯吉拉斯州的一个市镇。总面积276.918平方公里，总人口5892人，人口密度21.3人/平方公里。